# Dobama Asiayone
Dobama Asiayone (z birm. „Stowarzyszenie My Birmańczycy”), jego członków nazywano Thakinami – ruch w Birmie ukierunkowany na odzyskanie niepodległości, działający w latach 30. XX wieku.

## Historia

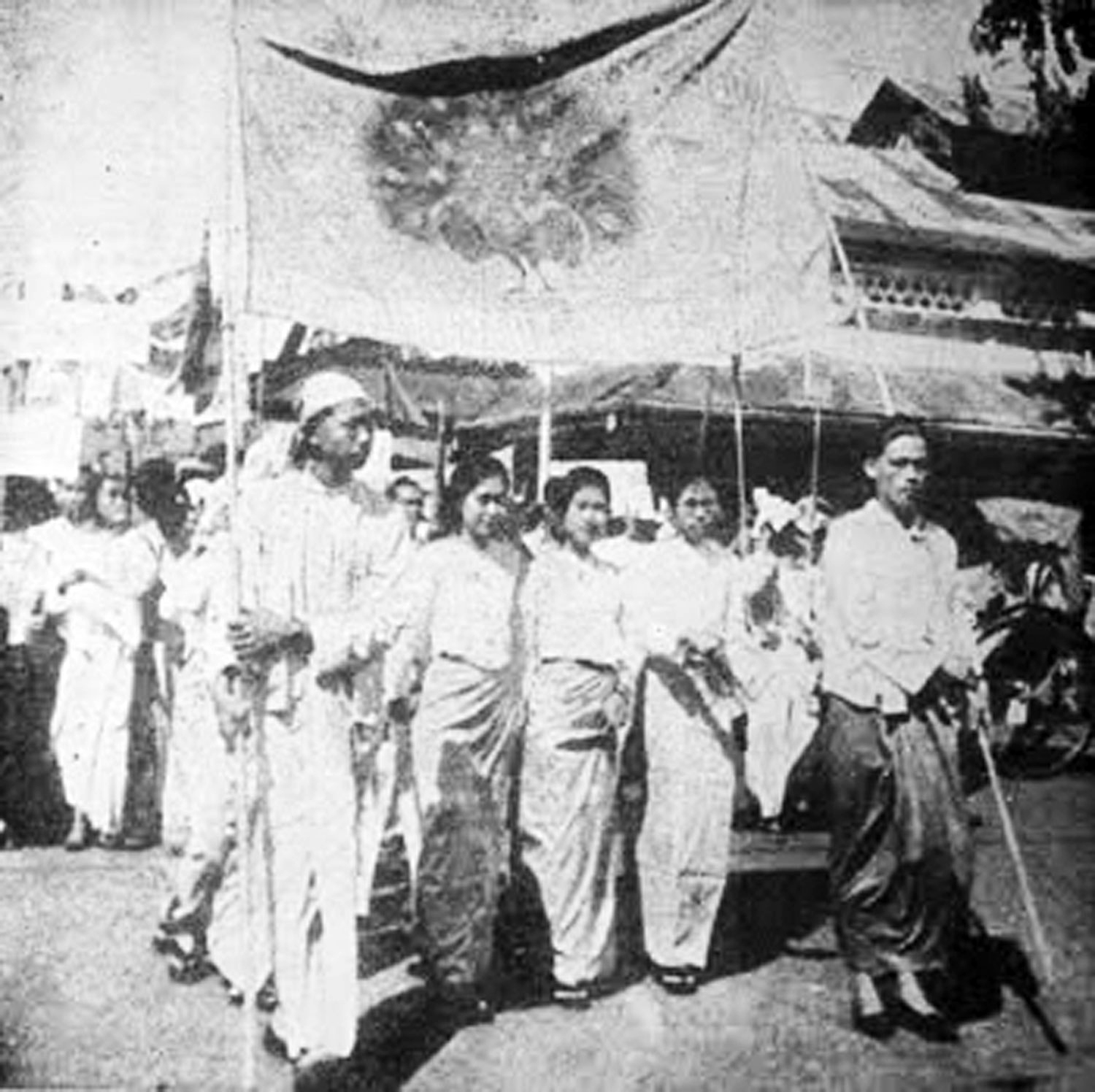
Protest zorganizowany przez Dobama Asiayone.

Ruch powstał w latach 1930–1931, jako odpowiedź mieszkańców birmańskich miast (głównie studentów i młodzieży) na powstanie, którym kierował Saya San (tzw. Rebelia San Saya), a które objęło swoim zasięgiem wsie.
Thakinowie zyskali rozgłos dzięki strajkom studenckim na Uniwersytecie Rangun w 1936 roku. Dwóch przywódców strajków Thakin Nu (późniejszy premier Birmy) i Thakin Aung San (później generał i przywódca Birmańskiej Armii Narodowej) było członkami ruchu. Działalność ta stała się początkiem ich kariery politycznej.
Dobama Asiayone organizowało w późniejszym czasie inne strajki przeciwko Brytyjczykom, np. dokerów i pracowników pól naftowych.
Z uwagi na fascynację Indyjskim Kongresem Narodowym Thakinowie starali się rozbroić napięcia, jakie doprowadziły do zamieszek skierowanych przeciw ludności pochodzenia Hinduskiego w roku 1938.
Thakin Nu założył w 1937 wydawnictwo Nagani Book Club (Klub Książki Czerwony Smok), które publikowało literaturę socjalistyczną i marksistowską.
Ideały niepodległościowe Thakinów są uważane za mentalny początek tworzenia ruchu oporu i późniejszego odzyskania niepodległości.

## Ideologia
Początkowo ruch prowadził swoistą edukację Birmańczyków, polegającą na zmienieniu ich mentalności niewolników na mentalność panów. Członkowie Dobama Asiayone zaczęli tytułować się nawzajem Thakinami, dodając przed imieniem i nazwiskiem słowo Thakin. Dotychczas zarezerwowane ono było dla Brytyjczyków, podobnie jak termin sahib w Indiach.
Ruch nie posiadał jednolitej ideologii lub programu. Thakinowie znajdowali się pod wpływem socjalizmu, inspirowali się Sun Jat-senem, Indyjskim Kongresem Narodowym, europejskim i japońskim faszyzmem oraz irlandzkim ruchem Sinn Féin.
Najważniejszym celem było odzyskanie pełnej niepodległości przez Birmę.

## Słynni Thakinowie
- U Nu – polityk, premier Birmy
- Aung San – generał, przywódca Birmańskiej Armii Narodowej
- Thakin Kodaw Hmaing – poeta
- Thein Pe Myint – pisarz, dziennikarz i polityk
- Saya Tin – twórca pieśni Thakinów Kaba Ma Kyei (pol. „Do końca wojny Birmo”), która po różnych zmianach i adaptacjach, stała się mjanmańskim hymnem narodowym